# Dichoniopsis
Dichoniopsis is een geslacht van vlinders van de familie Uilen (Noctuidae), uit de onderfamilie Cuculliinae.

## Soorten
- D. chlorota Hampson, 1909
- D. leucosticta Moore, 1882
- D. lubrica Butler, 1889
- D. obliquisigna Hampson, 1902